# Scolopocryptops ferrugineus
Scolopocryptops ferrugineus är en mångfotingart som beskrevs av Carl von Linné 1767. Scolopocryptops ferrugineus ingår i släktet Scolopocryptops och familjen Scolopocryptopidae.

## Underarter
Arten delas in i följande underarter:
- S. f. inversus
- S. f. ferrugineus
- S. f. gabonensis
- S. f. nimbanus
- S. f. riveti
- S. f. vanderplaetseni